# Титан (футзальний клуб, Покровське)
Футзальний клуб «Титан» Покровське — український футзальний клуб з селища Покровське (Дніпропетровська область), що виступає в українській Екстра-лізі, офіційною датою заснування якого вважається 1999 рік. Протягом своєї історії клуб мав також назву: «Титан-Зоря». Від 2017 року футзальний клуб носить назву «Титан» з якою виступає дотепер. Найбільшим досягненням команди за історію стало здобуття титулу бронзового призера української Екстра-ліги у 2018 році.

## Історія

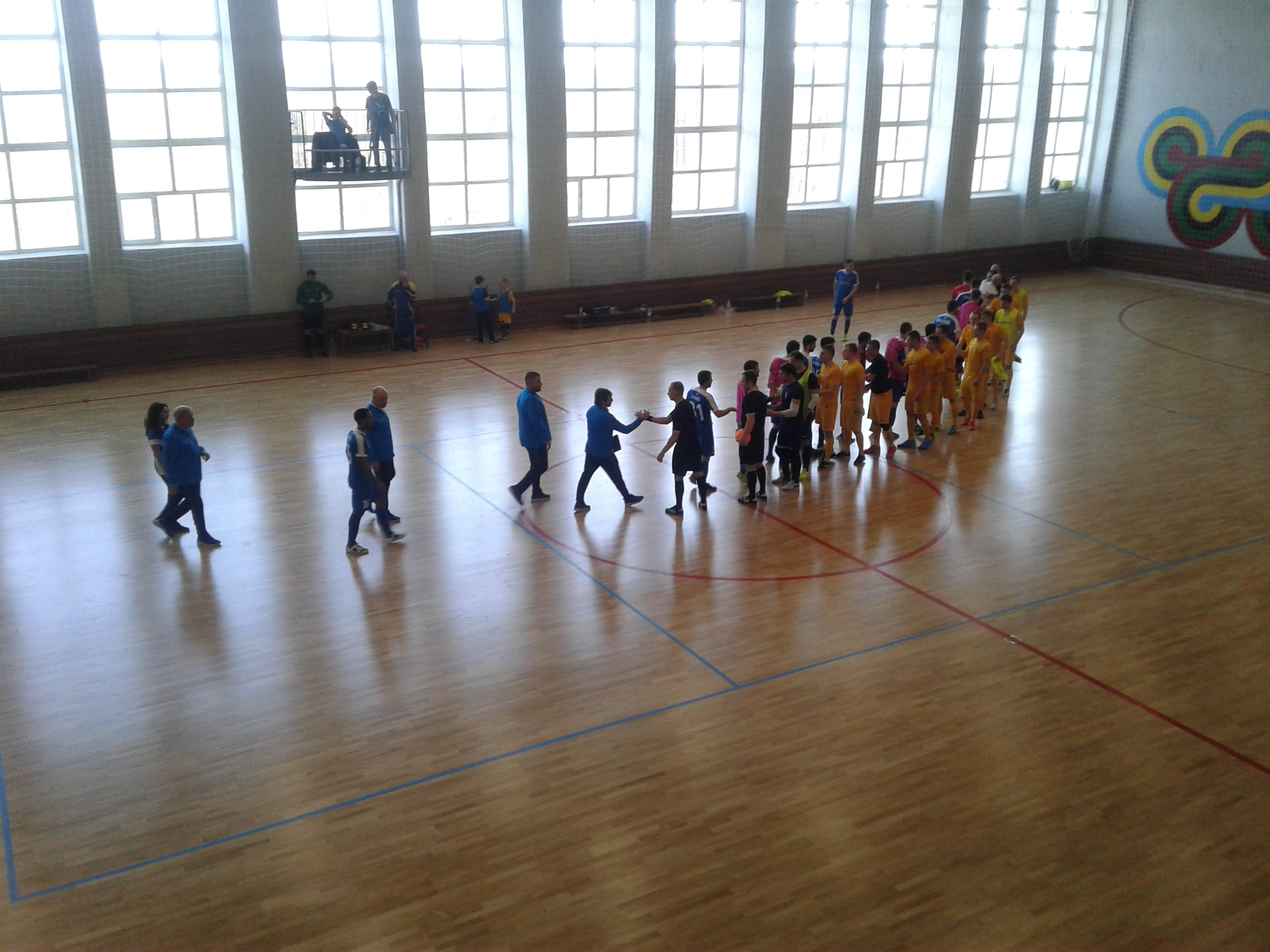
Після гри Титан — Продексім 14.04.2018 р. в СК «Юність»

Клуб під назвою «Титан» було створено 1999 року, а усі гравці були вихованцями місцевої ДЮСШ. Ініціатором створення команди став один з колишніх керівників Покровського району Дніпропетровської області, нинішній президент клубу Анатолій Пучка.
2002 року з ініціативи президента Анатолія Пучки «Титан» заявився у Першу лігу чемпіонату України з футзалу.
В сезоні 2010/2011 команда зайняла третє місце в східній зоні першої ліги. У сезоні 2011/2012 клуб вийшов у фінал першої ліги та потрапив до «Фіналу чотирьох» розіграшу Кубка України. На сезон 2012/2013 команда отримала запрошення до Екстра-ліги, але через конфлікт з асоціацією футзалу України відмовилася.
В сезоні 2014/2015 команда дебютувала в Екстра-лізі посівши у фіналі п'яте місце.
В сезоні 2015/2016 «Титан-Зоря» вийшла до чвертьфіналу Екстра-ліги.
В сезоні 2017/2018 «Титан» бронзовий призер чемпіонату України.

## Склад команди
- Леміш Євген Юрійович
- Васильченко Юрій Михайлович
- Мельник Андрій Анатолійович
- Мілінький Анатолій Валентинович
- Пічкуров Павло Олександрович
- Грицовець Валерій Валерійович
- Доманський Анатолій Вікторович
- Ментянник Дмитро Дмитрович
- Ященко Владислав Віталійович
- Шеховцов Дмитро Ігорович
- Шпигар Микита Олександрович
- Боргун Орест Вікторович
- Лінник Максим Євгенович
- Сільченко Дмитро Вікторович
- Кожем'яка Вячеслав Вадимович